# Mastomys pernanus
Mastomys pernanus är en däggdjursart som först beskrevs av James Andrew Kershaw 1921.  Mastomys pernanus ingår i släktet Mastomys och familjen råttdjur. IUCN kategoriserar arten globalt som otillräckligt studerad. Inga underarter finns listade i Catalogue of Life.
Arten är minst i släktet Mastomys. Ovansidan mörkgråa päls skiljs genom en ockrafärgad strimma från undersidans ljusgråa päls. Flera exemplar har en vit fläck på bröstet och hos alla individer förekommer en vit fläck bakom varje öra. Den långa svansen är täckt av upp till 1,5 mm långa hår.
Arten förekommer från östra Rwanda till norra Tanzania och södra Kenya. Den lever i savanner i låglandet. Mastomys pernanus är ganska sällsynt.